# Върколака
Върколака (на английски: Wolverine) е измислен персонаж, супергерой в комиксите, издавани от Марвел Комикс. Роден е през 1880-те г. под името Джеймс Хаулет, но обикновено е наричан Лоуган. Върколака е мутант, който притежава животински сетива и рефлекси, както и лекуващ фактор, който му позволява да възстановява практически всяка рана. Тази негова способност помага на супервоенната програма Оръжие Х (Weapon X) да свърже костната му система с неуязвимия метал адамантий, което създава много остри нокти, които могат да се прибират в кожата му когато пожелае. Също така той е и майстор в ръчните борби и бойните изкуства. Върколака е член на няколко екипа, включително Х-Мен и Новите отмъстители.
Създаден е от писателя Лен Уейн и художника Джон Ромита-старши с малко добавки от илюстратора на „Incredible Hulk“ („Невероятният Хълк“) – Хърб Тримпе, Върколака за пръв път се появява в „The Incredible Hulk“ бр. 180-181 (октомври 1974 г.).
Върколака се присъединява към списъка на „Съвсем новите и съвсем различни Х-Мен“ в „Giant-Size X-Men“ („Огромният Х-Мен“) бр. 1 (май 1975 г.). Върколака е символ на много от грубите антивластни антигерои, които изплуват в американската популярна култура след войната във Виетнам, и със своето желание да използва смъртна сила и вродена натура той се превръща в един от стандартните за комиксите антигерои в края на 80-те години на 20 век. В резултат на това героят става абсолютен любимец на феновете на все по-известните Х-Мен. Той е отличен в собствения си соло комикс от 1988 г. и е централен герой във всяка адаптация на Х-Мен, включително в анимационните серии по телевизията, видео игрите и едноименната филмовата трилогия, където е игран от Хю Джакман.

## История на публикуване
Върколака за пръв път се появява във финалния „дразнещ“ панел на „The Incredible Hulk“ („Невероятният Хълк“) бр. 180 (октомври 1974 г.), написан от Лен Уейн и нарисуван от Хърб Тримпе. Героят тогава се появява в няколко реклами в различни комикси на Марвел в началото на юли преди първата си по-важна роля в „Incredible Hulk“ бр. 181, пак от Уейн и Тримпе. Джон Ромита старши измисля жълто-синия костюм на Върколака. Представянето на героя е двусмислено – разбулва малко от неговия живот като свръхчовешки агент на Канадското правителство. В тези свои появи той не може да прибира ноктите си, въпреки че Лен Уейн твърди, че те винаги са били замислени като прибиращи се в кожата му, когато героят поиска. Върколака се появява за кратко във финала на тази история в „The Incredible Hulk“ бр. 182.
Следващата поява на Върколака в комикс е през 1975 г. – „Giant-Size X-Men“ („Огромният Х-Мен“) бр. 1, написан от Уейн и нарисуван от Дейв Кокръм, в който Върколака е новобранец за нов взвод. Гил Кейн, който е художник на корицата на комкса, без да иска прави маската на Върколака грешно, с по-големи шлемове. Дейв Кокръм харесва промяната на Кейн (като вярва, че е близка до маската на Батман) и решава да я съчетае в своите собствени скици за действителната история. Също така Кокръм е първият художник, който рисува Върколака без неговата маска, и характерната му прическа става отличителен белег на героя.
Следва съживяване на Х-Мен с възраждането на „The X-Men“ – брой 94 (август 1975 г.), нарисуван от Кокръм и написан от Крис Клеърмонт. В „The X-Men“ Върколака първоначално е засенчен от другите герои, макар че той създава напрежение в отбора като се е влюбва в приятелката на Циклоп – Джийн Грей. След като сериите прогресират, Клеърмонт и Кокръм (който предпочитал Нощната сянка) обмислят изхвърлянето на Върколака от сериите. Наследникът на Кокръм, художникът Джон Байърн, харесва героя, по-късно обяснявано че като канадец, той не иска да види канадски герой отхвърлен. Байърн създава Алфа Ятото – група от канадски спергерои, които се опитват да вземат Върколака повторно, като тяхното правителство има тежкото бреме да го тренира. По-късните истории постепенно установяват мрачното минало на Върколака и неговата непостоянна натура, с която той се бори, за да е в състояние.
Също така Бърн създава нов жълто-кафяв костюм за Върколака, като запазва характерните му „рогца“ на маската.
След като Байърн спира работа по комикса, „Върколака“ остава в „Х-Мен“. Нарастващата популярност на героя стига до соло в четири броя – „Wolverine“ („Върколак“) (септември-декември 1982 г.), от Клеърмонт и Франк Милър, последван от шестте броя на „Kitty Pryde and Wolverine“ („Кити Прайд и Върколак“) от Клеърмонт и Ал Милгром (ноември 1984 г. – април 1985 г.). Марвел правят една растяща соло поредица, написана от Клеърмонт и с арта на Джон Бушема през ноември 1988 г. Тя трае 189 броя. По-късно Лари Хама започва работа върху поредицата. Други писатели, които работят върху двете продължителни серии „Wolverine“ включват Питър Дейвид, Арчи Гудуин, Ерик Ларсен, Франк Тиери, Грег Рука и Марк Милар. Много известни художници също работят по сериите, включително Джон Байърн, Марк Силвестри, Марк Тексейра, Адам Кюбърт, Лейнъл Франсис Йу, Роб Лайфелд, Шон Чен, Дарик Робъртсън, Джон Ромита Мл. и Умберто Рамош.
В допълнение на сериите „Wolverine“ и появите му в различните Х-Мен серии, два други сценария се разказват за миналото на героя: „Weapon X“ („Оръжие Х“) от писателя-художник Бари Уиндзър-Смит, издадени в „Marvel Comics Presents“ („Марвел Комикс представя“) бр. 72-84 (1991 г.), и „Origin“ („Произход“) – минисерия в шест броя от писателите Джо Кесада, Пол Дженкинс и Бил Джемас, както и художника Анди Кюбърт (ноември 2001 – юли 2002 г.). Появява се и втора соло серия, резултат от първата – „Wolverine: Origins“ („Върколак: Произходи“), написана от Даниел Уей и с арта на Стив Дилън, която продължава да излиза.